# Cyperus laetus
Cyperus laetus är en halvgräsart som beskrevs av Jan Svatopluk Presl och Karel Presl. Cyperus laetus ingår i släktet papyrusar, och familjen halvgräs. Inga underarter finns listade i Catalogue of Life.